# Thần tượng nhạc kịch
Thần tượng nhạc kịch hay thần tượng phim kịch (tiếng Anh: Matinée idol) là những ngôi sao điện ảnh hoặc sân khấu kịch phương Tây được người hâm mộ của họ tôn sùng đến mức tâng bốc lên. Thuật ngữ này hầu như dành riêng để chỉ các nam diễn viên trưởng thành.
Các thần tượng nhạc kịch thường có xu hướng đóng vai chính trong phim tình cảm lãng mạn và drama hoặc đóng vai phụ và thường được biết đến với vẻ ngoài điển trai.

## Các thần tượng nhạc kịch nổi tiếng

### Những năm 1910 - 1920
- Harold Lockwood
- Sessue Hayakawa
- Antonio Moreno[1]
- Wallace Reid[1]
- Richard Barthelmess[1][2][3]
- Thomas Meighan[1][4]
- Richard Dix[1][5]
- Douglas Fairbanks[1]
- Ramon Novarro[1][5][6]
- Rudolph Valentino[1][4][6][7]
- Ivor Novello[6][7]
- Reginald Denny[1]
- Adolphe Menjou[5]
- John Gilbert[5]
- Ronald Colman[5]
- Francis X. Bushman
- Ricardo Cortez[4]
- Charles de Rochefort[4]

### Thập niên 1930
- Errol Flynn[7]
- Clark Gable

### Thập niên 1940
- Van Johnson[8]
- Richard Greene

### Thập niên 1950
- Dirk Bogarde[7]

## Sách tham khảo
- Michael Williams. Ivor Novello: Screen Idol. BFI, năm 2003.